# Pimenta-de-bengala
Pimenta-de-bengala é um nome vulgar de Piper longum, um parente da pimenta redonda, mais picante, mas mais aromático.